# Sub-boreal
Sub-boreal é uma idade climática, imediatamente antes da atual, na época Holocena.
Durou de 5 a 2,5 mil anos AP. (3710 a 450 a.C.)

## Etimologia
O termo científico composto Sub-boreal, que significa "abaixo do Boreal", deriva do latim sub (debaixo, abaixo, sob) e grego Βορέας, de Bóreas, o deus do vento do norte. A palavra foi introduzida pela primeira vez em 1889 por Rutger Sernander para distinguir do Boreal de Axel Blytt, na classificação de Blytt-Sernander,
estabelecida em 1876.

## História
O Sub-boreal seguiu-se ao período Atlântico e foi seguido pelo período Subatlântico. O Sub-boreal é equivalente à zona de pólen IVa r IVb de W. H. Zagwijn e a zona VIII de T. Litt de pólen. O esquema polínico de Fritz Theodor Overbeck, ocupa a zona polínica X.
Na paleoclimatologia, a Terra é dividida em Sub-boreal antigo e Sub-boreal recente. Historicamente, o Sub-boreal equivale à maior parte do Neolítico e a toda a Idade do Bronze, que começou entre 4200 e 3800 anos, bem como ao início da idade do ferro.

## Datação
O Subboreal é geralmente datado entre 5660 a 3710 anos antes do presente (AP). A data limite inferior pode variar, e alguns cientistas preferem enquadrá-lo em 4400 a.C. ou 6350 a.C.. no noroeste de Polónia, pode abranger as datas entre 4830 a. C. a 6780 a. C. e outros consideram os 5000 anos do calendário, ou 3050 a. C. A data limite superior de Sub-boreal e portanto, o começo do Subatlântico, também pode variar e pode-se atribuir entre 1170 a 830 a.C., mas geralmente é definido em 450 a. C. Nos anos varvitos, o Sub-boreal é definido entre 5660 a 2750 anos a.C.
O limite entre o Sub-boreal mais antigo e o mais recente é considerado 1350 a.C.

## Evolução climática

Variações de temperatura durante o Holoceno.

O clima em geral era mais seco e ligeiramente mais frio (cerca de 0,1 graus Celsius) do que no Atlântico anterior, mas ainda mais quente do que hoje. As temperaturas foram 0,7 graus Celsius mais altas do que durante o próximo Subatlântico. Consequentemente, na Escandinávia, o limite inferior das geleiras era de 100 a 200 metros mais alto do que durante o Subártico. Em geral, as temperaturas oscilantes diminuíram ligeiramente durante o curso do Sub-boreal aproximadamente 0,3 graus Celsius[carece de fontes?]
Na Região do Egeu, o começo do Sub-boreal foi marcada por uma seca acentuada, cercada em torno de 5600 anos a.C. De muito maior importância como o fim do período úmido da África, refletido no lagos da África subtropical (como o Lago Chade) experimentando uma caída rápida nos níveis da água. Durante o intervalo de 6200 a 5000 anos a.C., as condições mais secas ocorreram no sul da Mesopotâmia, causando grandes mudanças demográficas e provavelmente instigando o final de Uruk.
Na Alemanha, você pode observar um clima drástico ao redor 5000 anos a.C. de varvito no maar de Eifel. O intervalo precedente que durou de 8200 a 5000 anos de varvita (Máximo do Holoceno), as temperaturas de julho foram em média ainda 1 grau Celsius mais alto. Ao mesmo tempo, as temperaturas de janeiro estavam aumentando e a precipitação anual aumentou.
O Norte de África e o Médio Oriente, o intervalo de 4700 a 4100 anos a.C., tinha condições secas renovadas e duradouras, como indicado pelos baixos do nível do lago. Entre 4500 e 4100 anos a. C., as precipitações monções se enfraquece, uma causa possível para os distúrbios que levaram ao fim do Antigo Império do Egito.
O levante mostra uma evolução climática similar. As condições secas que prevalecem na Mesopotâmia por volta de 4200 anos a.C. provavelmente resultou na queda do Império Acádio.

### Dióxido de carbono
Os níveis de dióxido de carbono haviam alcançado o começo do Sub-boreal, seu valor mínimo do Holoceno de 260 ppm. Durante o Sub-boreal, começou a subir e chegou a 293 ppm ao final da idade. Com comparação, o valor de hoje acabou 400 ppm.

## Vegetação

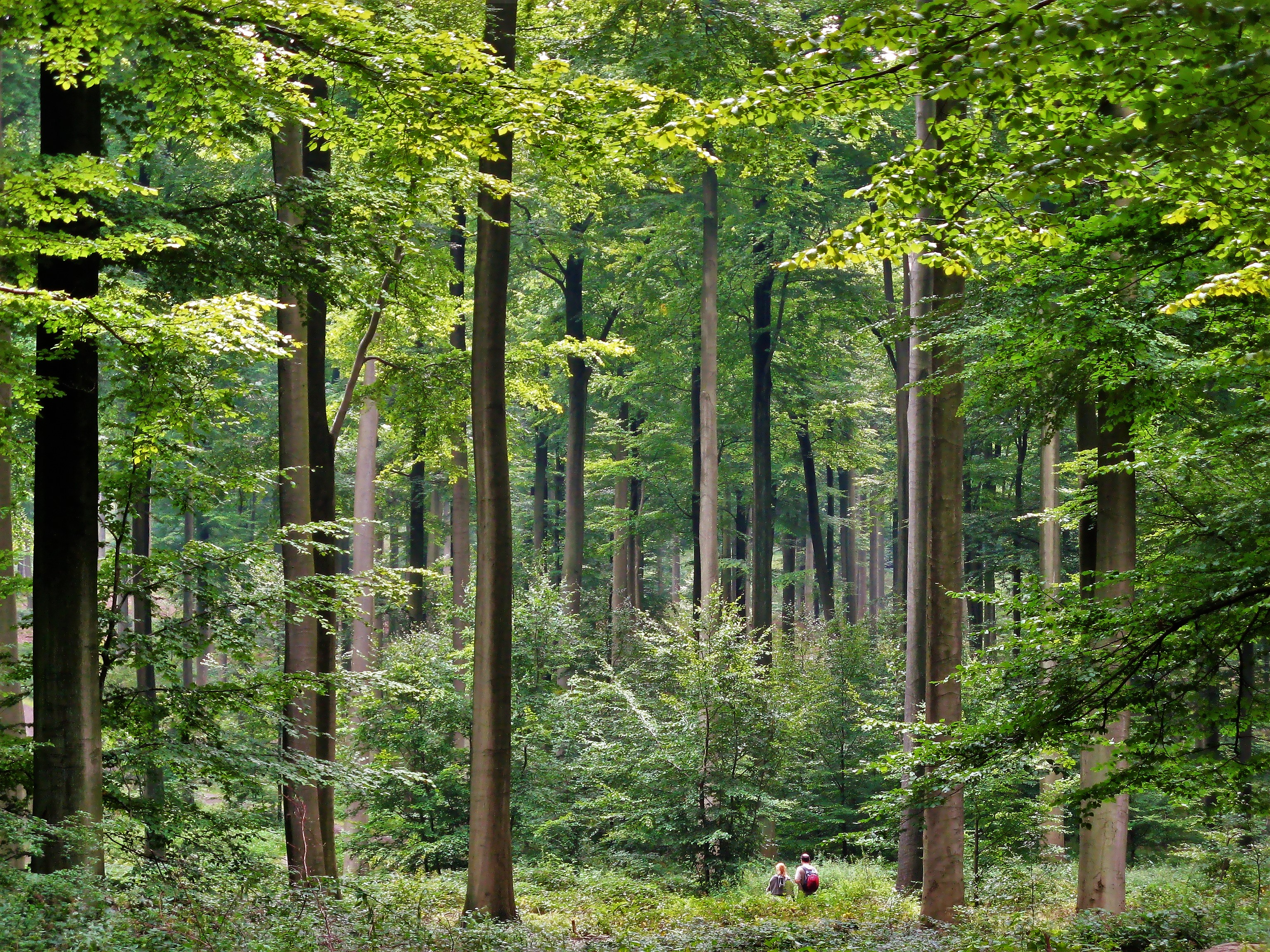
Stand de faias na floresta Sonian perto de Bruxelas, Bélgica.

Na Escandinávia, o limite Atlântico / Sub-boreal mostra uma mudança vegetativa diferente. Tat é menos pronunciado na Europa Ocidental, mas o seu típico bosque misto de carvalho mostra um rápido declínio na ulmeiro e tília. O declínio da tília não é totalmente compreendido, pode ser devido ao resfriamento ou interferência humana. O declínio do ulmeiro provavelmente se deve à doença, causada pelo ascomicetos Ceratocystis ulmi, mas as mudanças climáticas e a pressão antropogênica nas florestas também devem ser consideradas. O declínio do ulmeiro, com uma recessão de 20 a 4%, como observado no pólen de maar Eifel, foi datado da Europa Central e do Norte como 4000 anos a.C., mas era mais provável que fosse diacrônico durante o intervalo de 4350 a 3780 a. C.
Outro evento importante foi a imigração de faia europeia (fagus sylvatica) e carpe (carpinus betulus) de seus retiros nos Bálcãs e do sul de Apeninos. Isso também aconteceu de maneira diacrônica: o pólen de faia é encontrado pela primeira vez na faixa de 4340 a 3540 a.C., o pólen de carpe um pouco depois entre 3400 e 2900 a.C. Com o início do Sub-boreal recente é a disseminação maciça de faia. O estabelecimento da faia e carpe branco foi acompanhado por plantas indicadoras do suprimentos humanos e agricultura, tais como cereais e língua de ovelha (plantago lanceolata), e avelã estava recuando.
O clima relativamente seco durante Sub-boreal promoveu a expansão de plantas de urze (ericaceae).

## Nível do mar

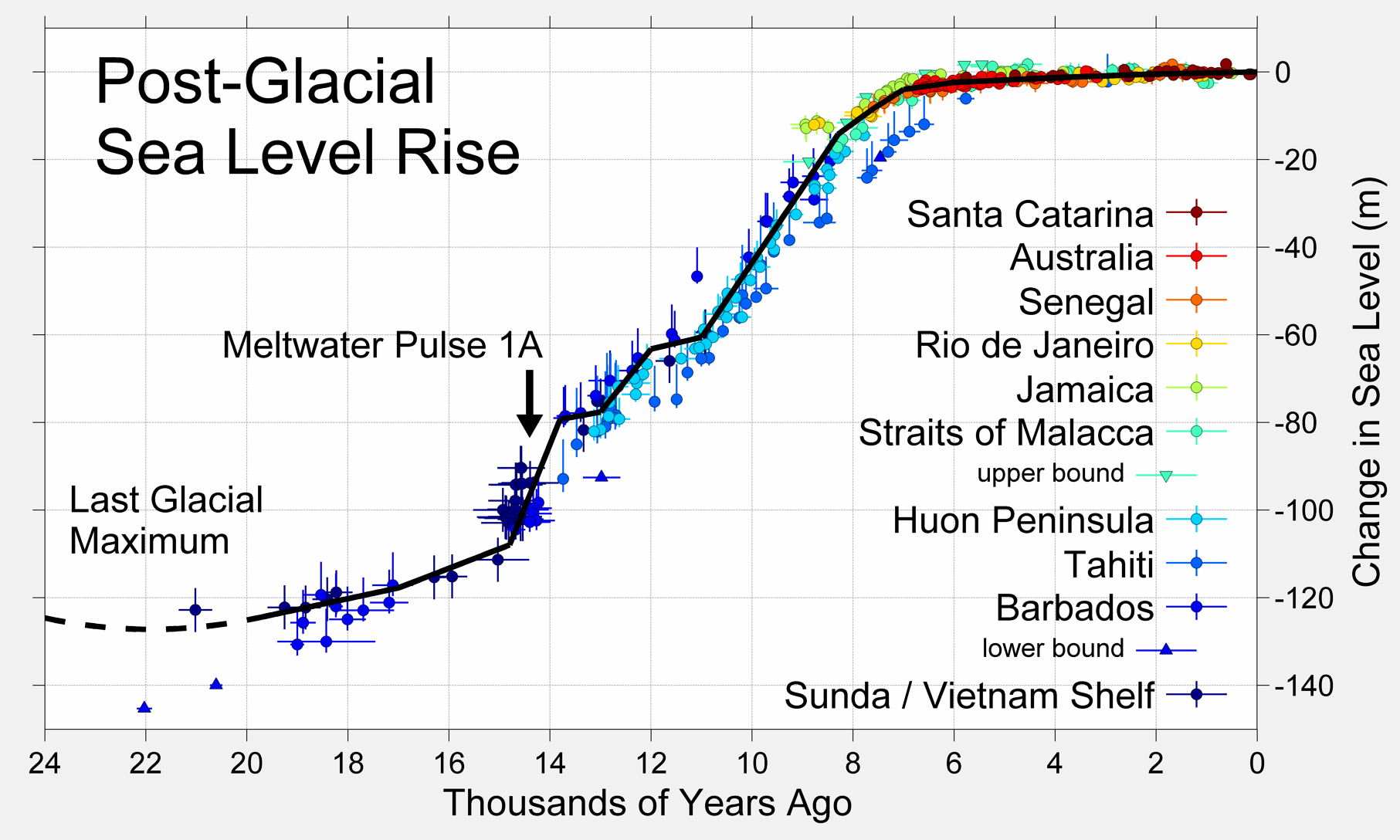
Aumento do nível do mar pós-glacial.

Como no Atlântico, o nível do mar global continuou a aumentar durante o Sub-boreal, mas a um ritmo muito mais lento. O aumento foi de aproximadamente 1 metro, o que corresponde a uma taxa de 0,3 milímetro por ano. No final do Sub-boreal, o nível do mar estava aproximadamente 1 metro abaixo do valor atual.

### Evolução do Báltico
O Báltico e o Mar Litorina já haviam sido estabelecidos antes do início do Sub-boreal. Durante o Sub-boreal antigo, a "segunda transgressão de Litorina" elevou o nível do mar a 1 metro abaixo do valor real. Após uma intermediária "regressão pós-litorina" e "terceira transgressão de Litorina" chegou a 60 centímetro abaixo do presente e durante o subentrante inicial, atingiu o valor atual.

### Evolução da região do Mar do Norte
Na região do Mar do Norte, a transgressão flandriana do Atlântico foi seguida por uma ligeira regressão ou estagnação no início do Sub-boreal.